# 존 콕크로프트
존 콕크로프트 경(영어: Sir John Cockcroft, OM, KCB, CBE, FRS, 1897년 5월 27일 ~ 1967년 9월 18일)은 영국의 물리학자이다. 케임브리지 대학교 세인트존스 칼리지 캐번디시 연구소에 들어가 어니스트 러더퍼드 밑에서 원자핵을 연구했다. 그는 어니스트 월턴과 함께 고전압 발생 장치를 고안하였는데, 1932년 이것을 사용하여 가속된 양성자를 리튬 핵에 붙여서 두 개의 알파 입자로 변경시켜 처음으로 인공 가속 입자에 의한 원자핵 파괴의 실험에 성공하였다. 1946년 영국의 핵무기 프로젝트인 하웰에 위치한 원자력 연구 기관의 관리자로 일했다. 1951년 월턴과 함께 노벨 물리학상을 받았다.

## 서훈
- 1944년 대영 제국 훈장 3등급(CBE)
- 1948년 기사작위(Knight Bachelor)
- 1953년 바스 훈장 2등급(KCB, 작위급 훈장)
- 1957년 메리트 훈장(OM)